# Театр делла Конкордия

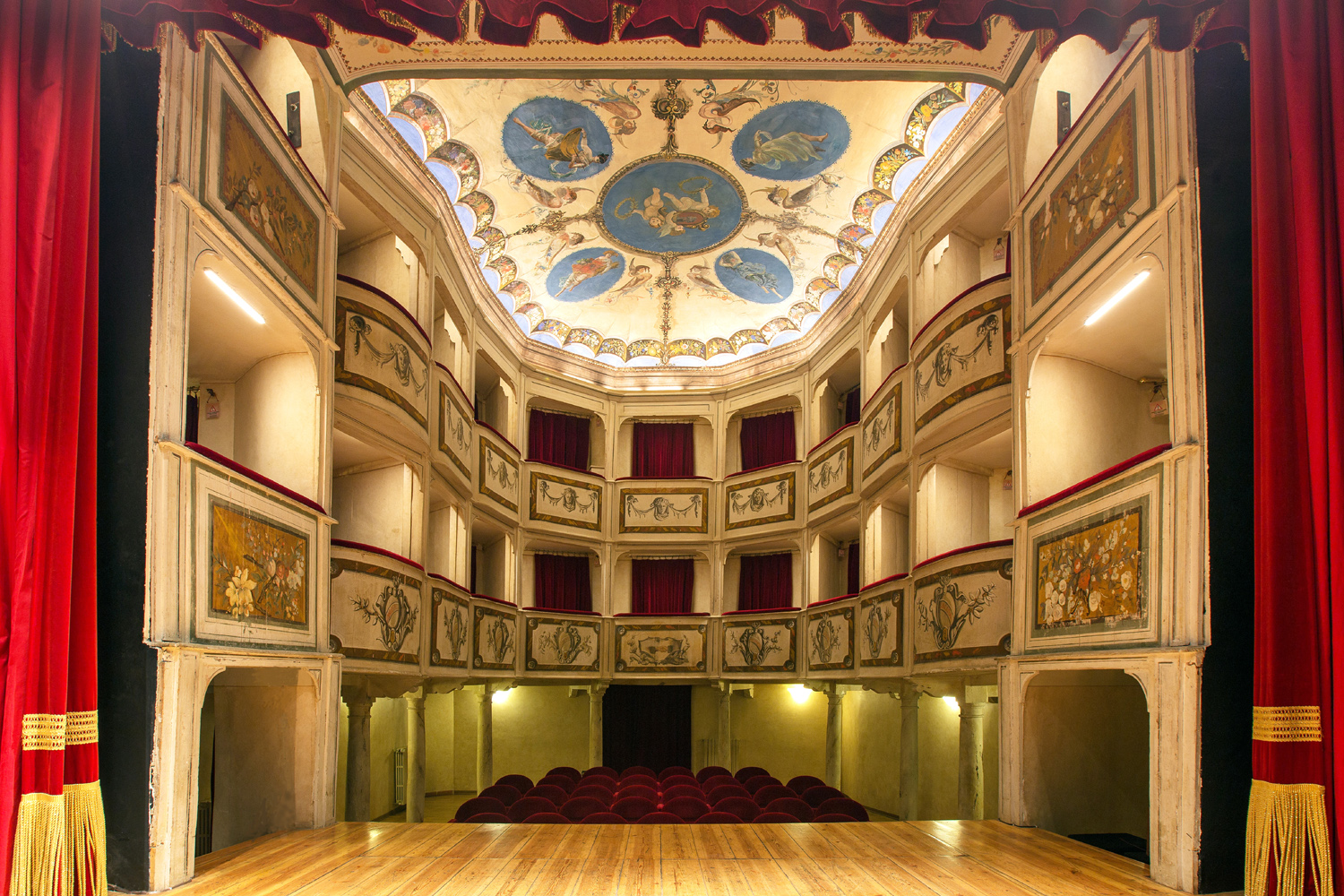
Театр делла Конкордия — Интерьер театра.

Театр делла Конкордия (итал. Teatro della Concordia), в Монте-Кастелло-ди-Вибио в Умбрии в Италии самый маленький театр в итальянском стиле в мире. (См. также: Teatro all’italiana.)

## Архитектура и история театра
Архитектурный план театра имеет форму колокола, это типично в итальянском стиле. Театр делла Конкордия был построен в 1808 году несколькими дворянскими семьями Италии во время наполеоновской оккупации. Названием Конкордия — Единство строители хотели напомнить об идеях французской революции — свободе, равенстве, братстве. Интерьер театра украшают фрески художника Луиджи Агретти 1892 года.
Культурное общество Società del Teatro della Concordia регулярно организует различные мероприятия в этом театре. Известные артисты, которые выступили там, между прочим, итальянская актриса Джина Лоллобриджида и австрийская классическая гитаристка Йоханна Байштайнер.

## Галерея

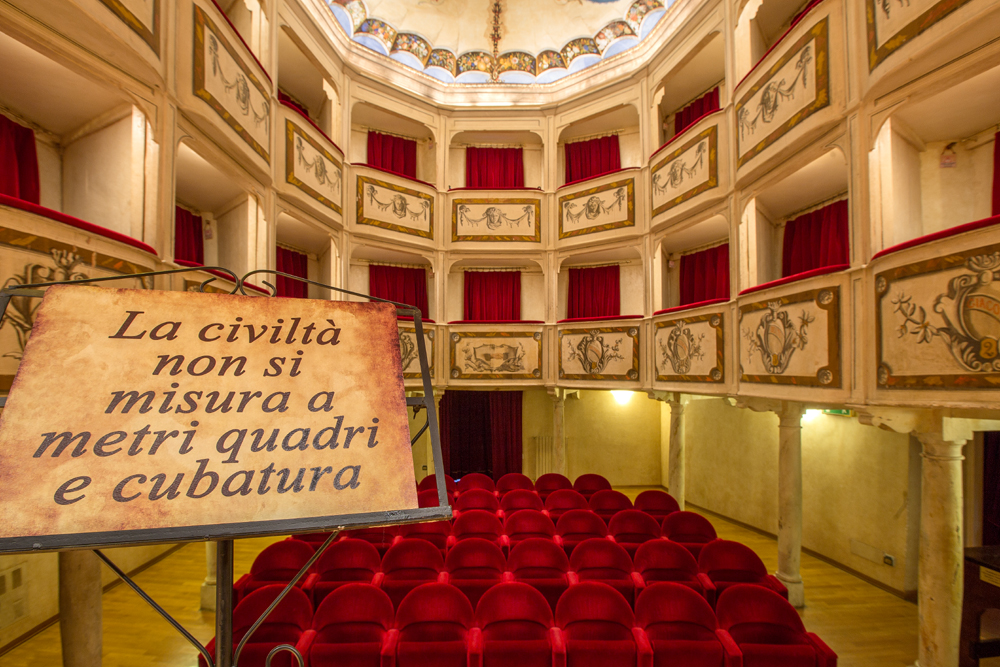
Интерьер театра.
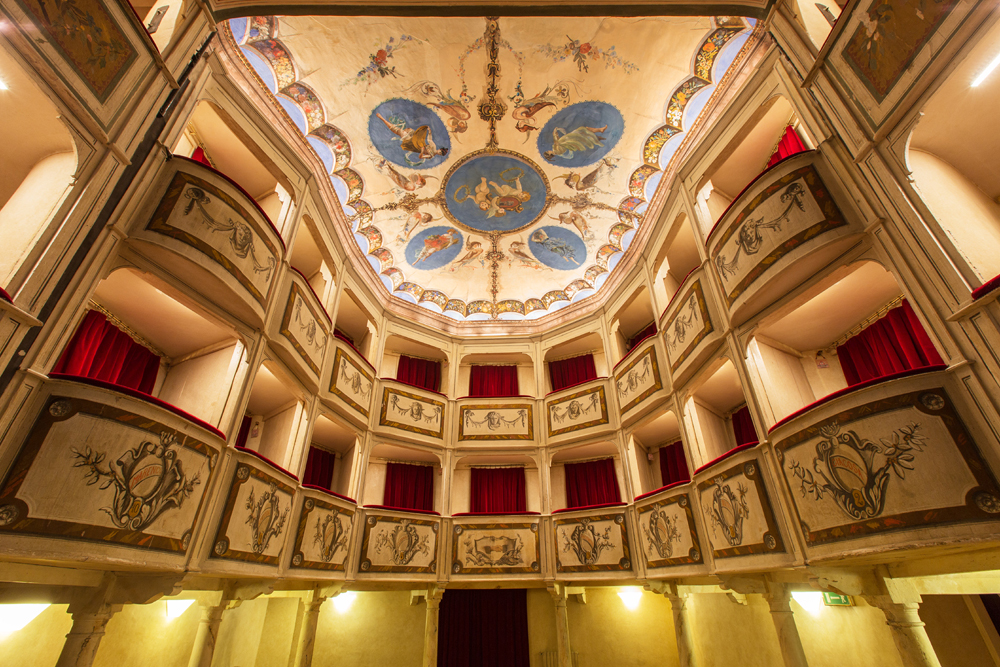
Интерьер театра.
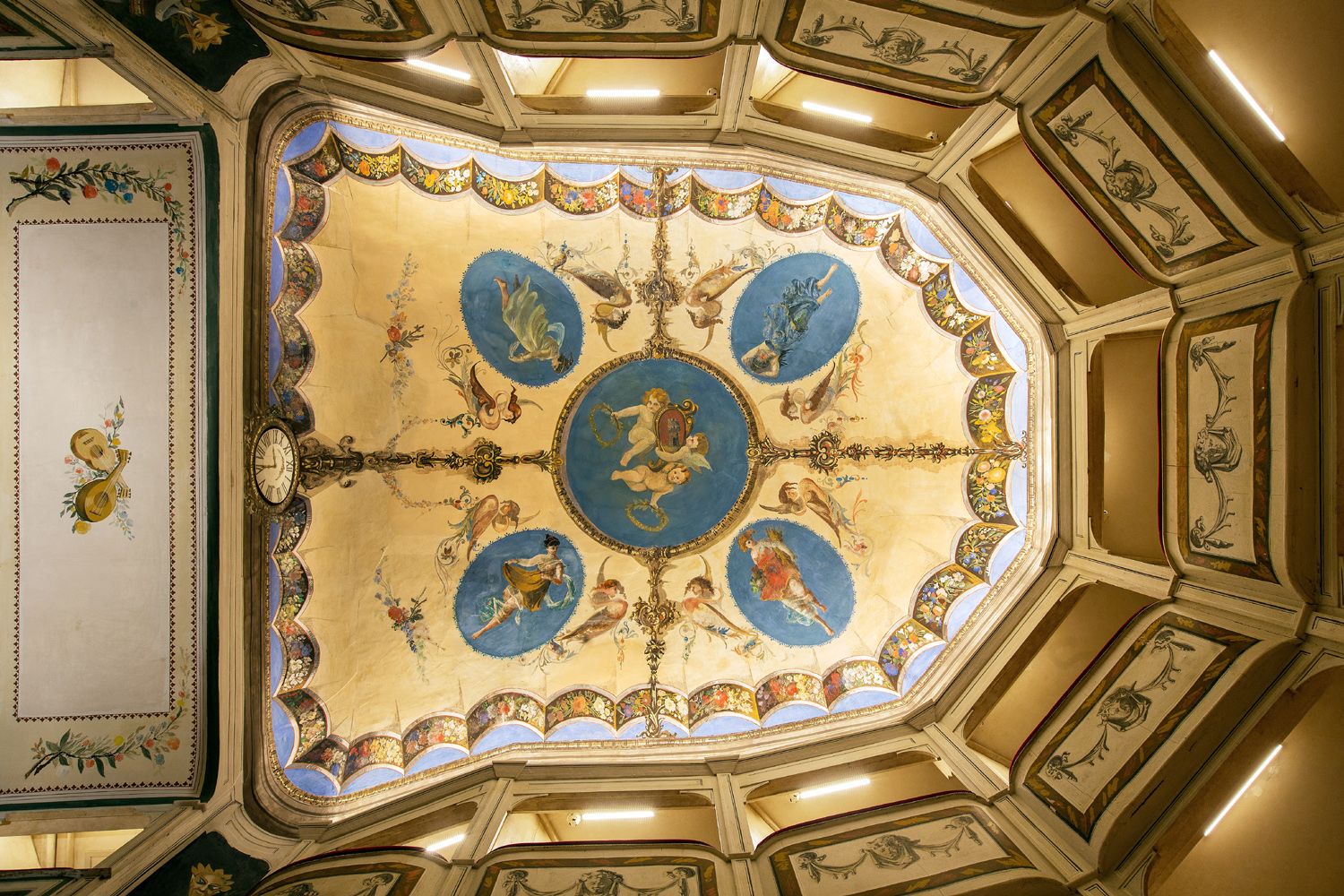
Фреска.
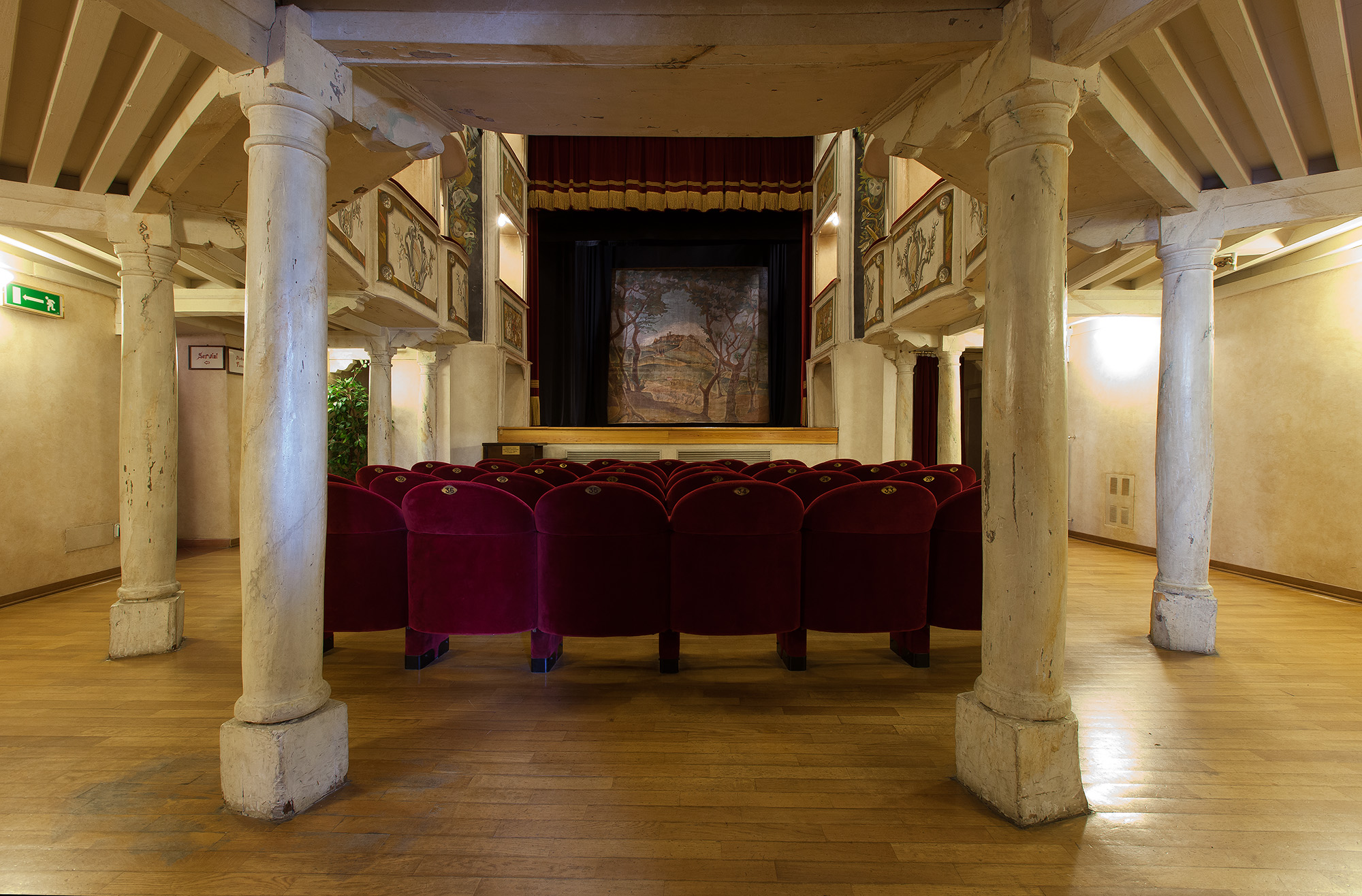
Сцена.
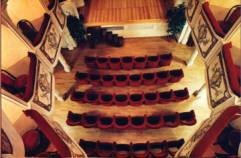
Интерьер театра
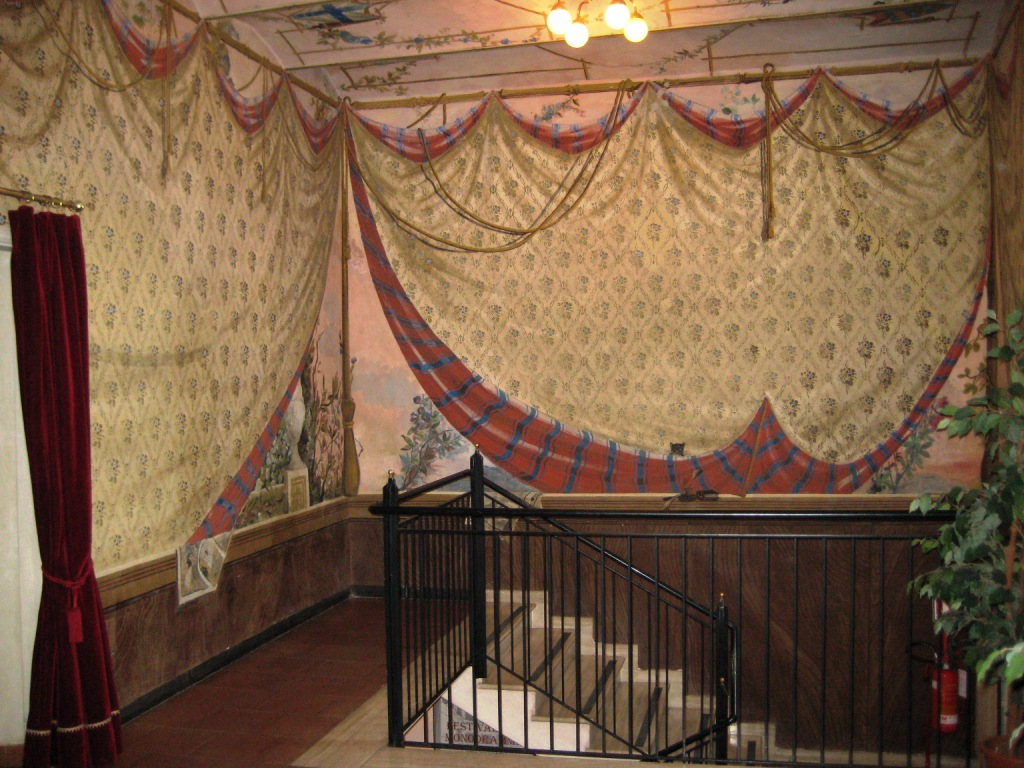
Атриум
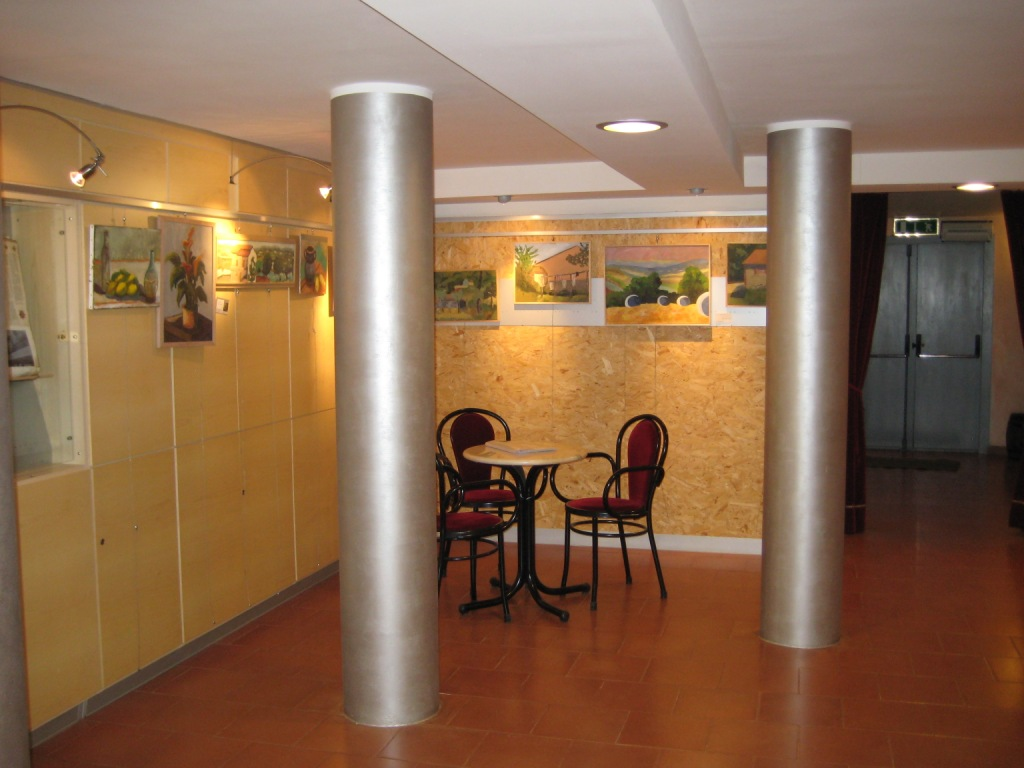
Выставочный зал им. Нелло Латини
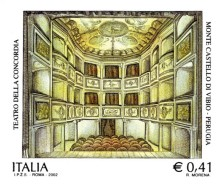
Итальянская почтовая марка 2002 года, показывая делла Театр Конкордия